# Alice Ghostley
Alice Ghostley (ur. 14 sierpnia 1923 w Eve w stanie Missouri, zm. 21 września 2007 w Studio City) – amerykańska aktorka, zdobywczyni w 1991 roku nagrody Q na Viewers for Quality Television Awards w kategorii „Specialty Player” za rolę w serialu Projektantki, nominowana do nagrody Emmy w 1992 roku w kategorii „Najlepsza aktorka drugoplanowa w serialu komediowym” za rolę w serialu Projektantki.

## Filmografia
- 1971 – Two on a Bench jako pani Kramer
- 1971-1972 – Nichols jako Bertha
- 1976 – Gator jako Emmeline Cavanaugh
- 1978 – Test królika jako Nurse Tunn
- 1978 – 'Śmiertelna poświata jako sąsiadka O’Malleya
- 1978 – Grease jako pani Murdock
- 1985-1989 – Small Wonder jako Brandon Brindle
- 1986-1993 – Projektantki (Designing Women) jako Bernice Clifton
- 1990 – Perry Mason: The Case of the Silenced Singer
- 1998 – Dziwna para II jako Esther
- 2000 – Słoniątko jako Kieł
- 2002 – Mothers and Daughters jako doktor